# Gennep
Gennep ( udtale ?) er en kommune og en by, beliggende i den sydlige provins Limburg i Nederlandene. Kommunens areal er på 47,71 km², og indbyggertallet er på 17.070 pr. 1. april 2016. Kommunen grænser op til Bergen, Boxmeer, Cuijk, Mook en Middelaar, Groesbeek, Kranenburg (Tyskland) og Goch (Tyskland).

## Kernerne
Gennep Kommunen består af følgende landsbyer og bebyggelser: Gennep, Heijen (Heie), Milsbeek (De Milsbik), Ottersum (Otersóm) og Ven-Zelderheide ('t Vèn).

## Venskabsby
- Gelnica (Slovakiet)
- San Pedro de Lóvago (Nicaragua)

## Local ledelse
Kommunalrådet i Gennep består af 17 sæder, der er fordelt som følger:
| Part                  | 1998 | 2002 | 2006 | 2010 | 2014 |
| Socialistische Partij | -    | -    | -    | -    | 5    |
| D66                   | 3    | 4    | 5    | 4    | 3    |
| CDA                   | 4    | 4    | 4    | 4    | 3    |
| KERN                  | 4    | 4    | 3    | 4    | 3    |
| VVD                   | 2    | 2    | 1    | 2    | 2    |
| PvdA                  | 4    | 3    | 4    | 3    | 1    |
| Andre                 | -    | -    | -    | -    | -    |
| Samlede               | 17   | 17   | 17   | 17   | 17   |

## Galleri
- Gennep
- Niers
- Sint Martinuskirke
- Gennep og Oeffelt
- Rådhus

## Panorama
51°41′38″N 5°58′23″Ø / 51.694°N 5.973°Ø